# Mía Maestro

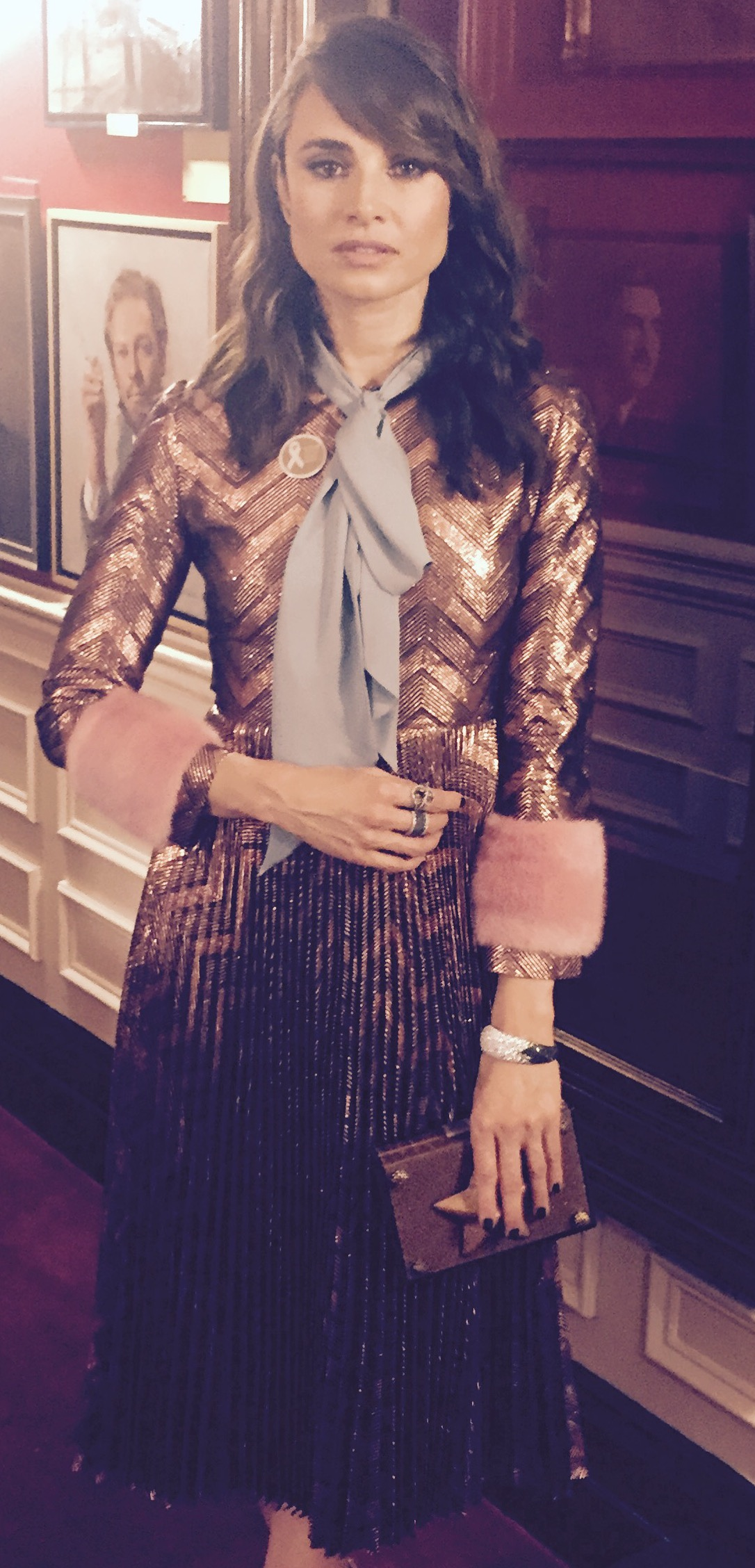
Mia Maestro (2015)

Mía Maestro (ur. 19 czerwca 1978 w Buenos Aires) – argentyńska aktorka i piosenkarka, która wystąpiła m.in. w serialach Wirus, Agentka o stu twarzach, Crusoe i filmach Frida, Posejdon, Miasto tajemnic.

## Filmografia

### Filmy
| Rok  | Tytuł                                   | Rola              | Uwagi       |
| ---- | --------------------------------------- | ----------------- | ----------- |
| 1998 | Tango                                   | Elena Flores      |             |
| 1999 | The Venice Project                      | Danilla           |             |
| 2000 | Timecode                                | Ana Pauls         |             |
| 2000 | Dar z nieba                             | Carla             |             |
| 2000 | El astillero                            | Mujer             |             |
| 2001 | Hotel                                   | Cariola           |             |
| 2002 | Frida                                   | Cristina Kahlo    |             |
| 2003 | Four Lean Hounds                        | Kay               | krótkometr. |
| 2004 | Dzienniki motocyklowe                   | Chichina Ferreyra |             |
| 2004 | The Holy Girl                           | Inés              |             |
| 2005 | Kept and Dreamless                      | Celina            |             |
| 2005 | Miasto tajemnic                         | Iris              |             |
| 2005 | Secuestro Express                       | Carla             |             |
| 2006 | Posejdon                                | Elena Morales     |             |
| 2008 | Visioneers                              | Charisma          |             |
| 2009 | The Box. Pułapka                        | Sasha Eccles      |             |
| 2010 | Meant to Be                             | Gigi              |             |
| 2010 | Wielka premiera                         | Nicoletta         |             |
| 2010 | Water and Salt                          | Micaela           |             |
| 2011 | The Music Never Stopped                 | Celia             |             |
| 2011 | The Speed of Thought                    | Anna Manheim      |             |
| 2011 | It Goes Without Saying                  | Joan              | krótkometr. |
| 2011 | Saga „Zmierzch”: Przed świtem – część 1 | Carmen Denali     |             |
| 2012 | Saga „Zmierzch”: Przed świtem – część 2 | Carmen Denali     |             |
| 2012 | Savages: Ponad bezprawiem               | Dolores           |             |
| 2013 | Some Girl(s)                            | Tyler             |             |
| 2014 | Grand Street                            | Antonia           |             |
| 2019 | Fin de siglo                            | Sonia             |             |
| 2020 | Więź (Il legame)                        | Emma              |             |
| 2022 | The Cow Who Sang a Song Into the Future | Magdalena         |             |

### Telewizja
| Rok        | Tytuł                                          | Rola                 | Uwagi                   |
| ---------- | ---------------------------------------------- | -------------------- | ----------------------- |
| 2000       | For Love or Country: The Arturo Sandoval Story | Marianela            | film TV                 |
| 2001       | In the Time of the Butterflies                 | Maria Teresa         | film TV                 |
| 2004–2006  | Agentka o stu twarzach                         | Nadia Santos         | 31 odc.                 |
| 2005       | Głowa rodziny                                  | Loca                 | 1 odc.                  |
| 2006       | Dziesięcioro przykazań                         | Sefora               | film TV                 |
| 2007       | The Man                                        | dr Lola Fiero        | film TV                 |
| 2008       | The Summit                                     | Maria Puerto         | miniserial; 2 odc.      |
| 2008–2009  | Crusoe                                         | Olivia               | 7 odc.                  |
| 2010       | Cutthroat                                      | Nina Cabrera         | film TV                 |
| 2012       | Białe kołnierzyki                              | Maya                 | 2 odc.                  |
| 2013       | Impersonalni                                   | Mira Dobrica         | 1 odc.                  |
| 2014–2015  | Wirus                                          | dr Nora Martinez     | w gł. obsadzie; 26 odc. |
| 2015       | Hannibal                                       | Allegra Pazzi        | 1 odc.                  |
| 2015       | Skandal                                        | Elise Martin         | 3 odc.                  |
| 2018       | Nashville                                      | Rosa                 | 2 odc.                  |
| 2019, 2021 | Mayans M.C.                                    | Sederica Palomo      | 9 odc.                  |
| 2021       | Rise and Shine, Benedict Stone                 | Emilia Ramírez Stone | film TV                 |